# Dreamlinux
Dreamlinux era una distribuzione GNU/Linux libera derivata da Debian GNU/Linux, Knoppix e Morphix, sviluppata in Brasile e destinata ad un utilizzo prettamente multimediale, prevedendo al suo interno software per ascoltare musica, vedere film e modificare ed organizzare immagini, nonché software di produttività personale.
Giunta alla versione 5, distribuita all'inizio del 2012, il supporto ed il suo sviluppo si sono interrotti.
Realizzata per essere una distribuzione sia live che installabile, DreamLinux utilizzava l'ambiente desktop Xfce 4.8, supportando anche GNOME.

## Caratteristiche
Software libero preinstallato (solo alcuni):
- AbiWord e Gnumeric
- GIMP e Inkscape
- Totem e Rhythmbox
- LinNeighborhood (gestore di rete)
- Mozilla Firefox e Thunderbird
- Pidgin
- GNOME BitTorrent

## Utilizzo
Il sistema era localizzato anche in lingua italiana.